# I Belong to You/How Many Ways
Az I Belong to You/How Many Ways Toni Braxton amerikai énekesnő első, Toni Braxton című albumának hatodik, utolsó kislemeze.
Az I Belong to You című dalt eredetileg a How Many Ways kislemez B oldalának szánták, de remixének köszönhetően a rádiók többet játszották, mint a How Many Wayset. 1996-ban Braxtont Grammy-díjra jelölték a dalért legjobb női R&B-előadás kategóriában. Videóklip nem készült hozzá.
A How Many Ways egyike annak a két dalnak az albumon, melynek társszerzője maga az énekesnő. A videóklipben Braxton és barátja – akit Shemar Moore modell és színész alakít – autóznak, egy játszótéren és egy verandán szórakoznak. A dal R. Kelly által készített remixét is játszották a rádió- és zenei tévéadók.

## Számlista
CD maxi kislemez (USA; promó)
1. I Belong to You (Rollerskate Radio Mix) – 4:21
2. I Belong to You (Soulpower Mix Without Rap) – 5:41
3. I Belong to You (Album Version) – 3:54
4. The Christmas Song – 3:25

CD maxi kislemez; kazetta (USA)
1. I Belong to You (Rollerskate Radio Mix) – 4:21
2. I Belong to You (Soulpower Mix Without Rap) – 5:41
3. I Belong to You (Album Version) – 3:54
4. How Many Ways (R. Kelly Remix Extended – No Talk) – 5:46
5. How Many Ways (Album Version) – 4:47
6. How Many Ways (The VH1 Mix) – 4:17

Mini CD (Japán)
1. How Many Ways (R. Kelly Remix)
2. I Belong to You

12" maxi kislemez (USA)
1. How Many Ways (R. Kelly Remix w/ Rap) – 5:46
2. How Many Ways (Bad Boy Remix) – 7:02
3. How Many Ways (Bad Boy Instrumental) – 6:53
4. I Belong to You (Rollerskate Radio Mix) – 4:21
5. I Belong to You (Soulpower Mix w/o Rap) – 5:41
6. I Belong to You (Soulpower Instrumental) – 5:57